# USS Oklahoma City (SSN-723)
Za druga plovila z istim imenom glejte USS Oklahoma City.
USS Oklahoma City (SSN-723) je jedrska jurišna podmornica razreda los angeles.